# Utah
Utah (phát âm như U-ta) là một tiểu bang miền tây của Hoa Kỳ. Đây là bang thứ 45 được gia nhập vào hiệp chúng quốc vào ngày 4 tháng 1 năm 1896. Khoảng 88% dân số của tiểu bang Utah sống trong một khu vực đô thị lớn là Wasatch Front với thành phố Salt Lake là trung tâm. Trong khi đó, một phần lớn diện tích tiểu bang không có dân cư sinh sống đã biến Utah trở thành bang có mức độ đô thị hóa cao thứ 6 tại Hoa Kỳ. Cái tên "Utah" được bắt nguồn từ ngôn ngữ của người da đỏ Ute bản địa, có nghĩa là "những con người của vùng núi".
Utah được biết đến như một tiểu bang rất đa dạng về địa hình, từ những dãy núi cao tuyết phủ cho đến những thung lũng sông và các sa mạc đá khô cằn, khắc nghiệt. Tiểu bang này còn được biết đến với tỉ lệ tương đồng về tôn giáo cao nhất liên bang. Khoảng 61% người trưởng thành ở Utah là thành viên của Giáo hội Các Thánh hữu Ngày sau của Chúa Giêsu Kitô (hay còn gọi là đạo Mormon), một tôn giáo có ảnh hưởng lớn đến văn hóa và đời sống thường nhật của tiểu bang này.
Tiểu bang Utah là một trung tâm về giao thông vận tải, công nghệ thông tin, nghiên cứu khoa học, khai thác khoáng sản và du lịch, đặc biệt là những khu trượt tuyết. Thành phố Salt Lake, thủ phủ của tiểu bang Utah là nơi đăng cai Thế vận hội Mùa đông 2002.

## Lịch sử
Sau sự kiện Joseph Smith, Jr. - người sáng lập Giáo hội Các Thánh hữu Ngày sau của Chúa Giêsu Kitô (hay còn gọi là đạo Mormon) bị giết hại vào năm 1844 tại Illinois, Brigham Young - một trong những người phụ tá của Smith đã quyết định đưa người Mormon đến một vùng đất hoang vu mới ở phía tây để có thể tự do hành đạo. Brigham Young và những nhóm dân di cư người Mormon đã đến thung lũng Salt Lake thuộc tiểu bang Utah ngày nay vào ngày 24 tháng 7 năm 1847. Trong 22 năm tiếp sau đó, khoảng hơn 70.000 dân di cư Mormon đã đến vùng đất này. Họ sinh sống chủ yếu bằng nông nghiệp, các hoạt động thủ công và công nghiệp nhẹ. Chính những di dân đầu tiên này đã tạo nền tảng cho sự phát triển của tiểu bang Utah cả về kinh tế lẫn văn hóa.
Vào năm 1847, khi những di dân đầu tiên đến Utah thì nơi đây vẫn là một vùng lãnh thổ của México. Nhưng cuộc chiến tranh Hoa Kỳ-Mexico kết thúc với việc Mexico bại trận đã dẫn tới việc ký kết Hiệp ước Guadalupe Hidalgo vào ngày 2 tháng 2 năm 1848, theo đó Utah cũng nhiều vùng đất khác của Mexico sáp nhập vào lãnh thổ Hoa Kỳ. Thời gian đầu, Vùng lãnh thổ Utah có diện tích lớn hơn bây giờ, bao gồm trong đó phần lớn bang Nevada và một số phần nhỏ của các bang xung quanh.
Mâu thuẫn chủ yếu giữa cộng đồng người Mormon với chính phủ liên bang là việc người Mormon duy trì chế độ đa thê và đòi chính phủ liên bang thành lập tiểu bang Deseret, một khu vực rộng lớn do người Mormon hoạch định. Những xung khắc này đã dẫn đến cuộc chiến tranh Utah vào năm 1857 giữa người Mormon và chính phủ liên bang. Trong khoảng thời gian năm 1865 đến 1872, một cuộc chiến tranh nữa lại nổ ra giữa người Mormon với thổ dân da đỏ.
Ngày 10 tháng 5 năm 1896, tuyến đường sắt xuyên lục địa đầu tiên được hoàn thành, tạo nhiều điều kiện thuận lợi cho việc giao thông, đi lại, góp phần thúc đẩy kinh tế phát triển. Những dòng người khác nhau cũng nhập cư vào Utah.
Thập niên 1890 đánh dấu một bước ngoặt khi đạo Mormon tuyên bố cấm chỉ chế độ đa thê. Utah đăng đơn gia nhập liên bang lần nữa và đã được chấp nhận. Ngày 4 tháng 1 năm 1896, Utah chính thức trở thành tiểu bang thứ 45 của Hoa Kỳ.
Đầu thế kỉ 20, những công viên quốc gia đầu tiên bắt đầu được thành lập tại Utah và tiểu bang này dần được biết đến với vẻ đẹp thiên nhiên kỳ thú. Vùng miền nam Utah với phong cảnh sa mạc là địa điểm ưa thích cho những bộ phim cao bồi. Trong suốt thập niên 1950, 1960 và 1970, hệ thống đường cao tốc liên bang được xây dựng đã nhanh chóng đưa Utah kết nối với các vùng khác của nước Mỹ.
Năm 1939, Utah thành lập khu trượt tuyết Alta. Tiểu bang này dần trở thành một địa điểm trượt tuyết nổi tiếng thế giới. Loại tuyết khô và xốp ở dãy núi Wasatch đã làm nên những bãi trượt tuyết vào hàng tốt nhất trên thế giới. Du lịch đóng góp một phần quan trọng trong hoạt động kinh tế của tiểu bang Utah. Năm 1995, thành phố Salt Lake đã giành được quyền đăng cai Thế vận hội Mùa đông 2002.
Cuối thế kỉ 20, dân số tiểu bang Utah đã tăng lên nhanh chóng. Giao thông và đô thị hóa là những vấn đề chủ yếu của Utah, song song với việc mở rộng diện tích nông nghiệp với việc bảo vệ môi trường sinh thái.

## Địa lý

### Địa hình

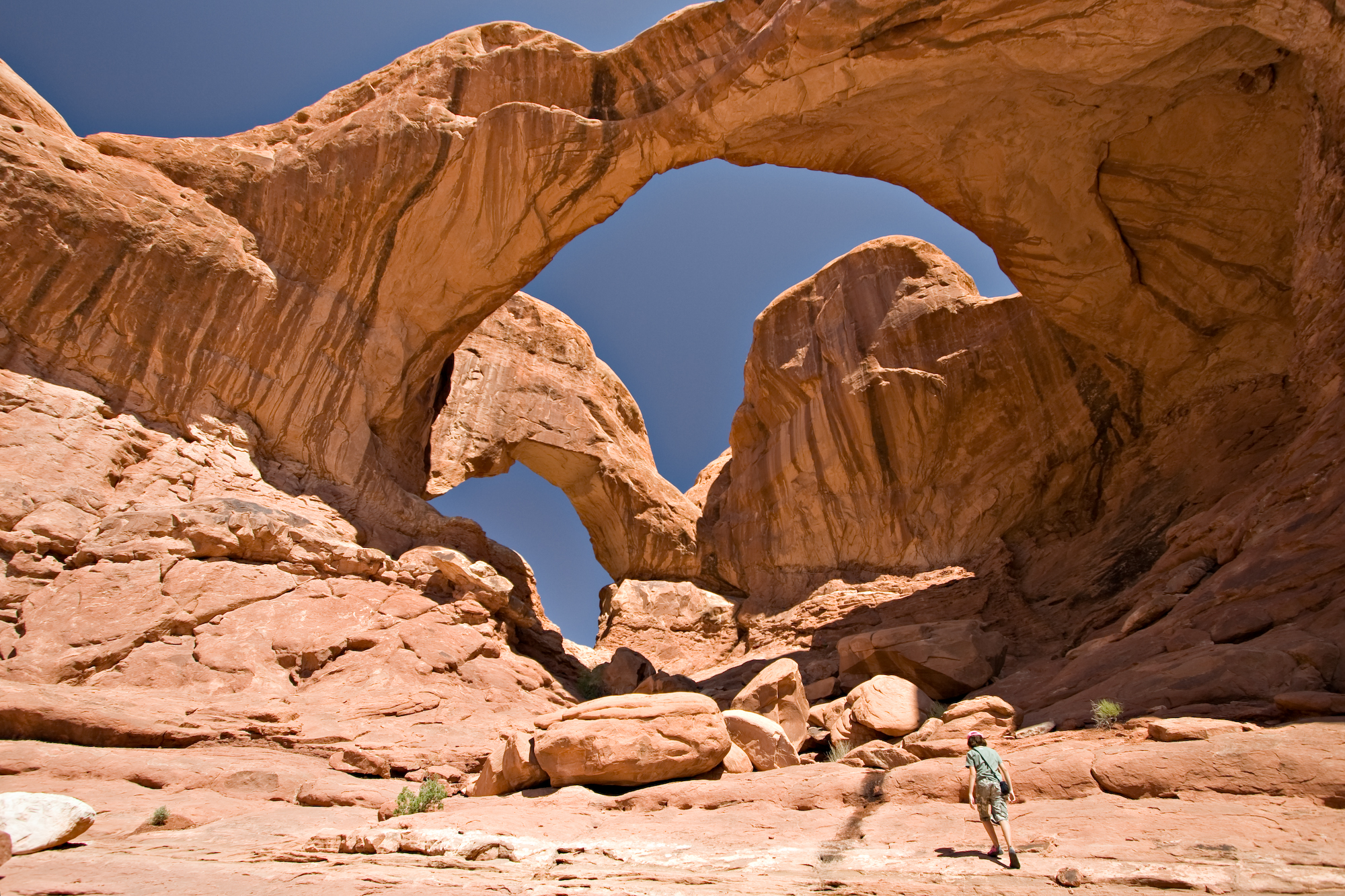
Những cây cầu đá sa thạch tại Utah

Một trong những đặc điểm chính của Utah là sự đa dạng về địa hình. Vùng trung tâm phía bắc của tiểu bang là dãy Wasatch Range chạy xuống theo chiều bắc nam, có độ cao trung bình hơn 3650 m so với mặt nước biển. Vùng này nhận được hơn 500 inch (khoảng 12,7 m) tuyết mỗi năm nên đã trở thành một địa điểm trượt tuyết được yêu thích hàng đầu thế giới với loại tuyết sáng và xốp, rất thích hợp cho môn thể thao này. Tại vùng đông bắc Utah, dãy núi Uinta chạy theo chiều đông tây có độ cao hơn 3950 m. Đỉnh núi cao nhất tại Utah, đỉnh Kings Peak nằm tại dãy núi này với độ cao 4123 m.
Ở phía tây của dãy Wasatch Range là vùng Wasatch Front, một khu vực gồm nhiều bồn địa và thung lũng và đồng thời là nơi tập trung phần lớn dân số tiểu bang. Các thành phố chính của Utah như Ogden, thành phố Salt Lake, Layton, thành phố West Valley, West Jordan, Orem và Provo đều nằm trong khu vực này. Dải đô thị Wasatch Front kéo dài từ thành phố Brigham ở phía bắc đến thành phố Nephi ở phía nam. Khoảng 75% dân số Utah sống tại đây, và các khu dân cư sẽ còn tiếp tục mở rộng đến tận chân sườn các thung lũng khi mà dân số của tiểu bang tiếp tục tăng lên.
Miền tây Utah có địa hình khô hạn và gồ ghề với các bồn địa và dãy núi nhỏ. Riêng Đồng bằng Muối Bonneville là một ngoại lệ với địa hình tương đối bằng phẳng vì trước đây từng là đáy của một hồ nước lớn. Hồ Great Salt, hồ Utah, hồ Sevier, hồ Rush và hồ Little Salt là những hồ nước mặt sót lại của một hồ nước ngọt lớn trước kia từng bao phủ hầu khắp vùng Great Basin. Phía tây hồ Great Salt là sa mạc Great Salt Lake, trải rộng tới tận biên giới Nevada.
Phần lớn quang cảnh miền nam Utah là các bãi đá sa thạch. Sông Colorado và các phụ lưu của nó khi đi qua những vùng đá sa thạch đã làm xói mòn các lớp đá, tạo ra nhiều dạng địa hình phong phú tại Utah với các vòm, đỉnh, dốc, cầu đá vô cùng đa dạng và độc đáo. Dạng địa hình sa thạch chiếm chủ yếu tại các công viên quốc gia như Arches, Bryce Canyon, Canyonlands, Capitol Reef, Zion, các khu tưởng niệm Cedar Breaks, Grand Staircase-Escalante, Hovenweep, Natural Bridges, các công viên tiểu bang như Glen Canyon National Recreation Area, Dead Horse Point, Goblin Valley và khu phim trường nổi tiếng Monument Valley.
Vùng tây nam Utah là vùng thấp nhất và nóng nhất của tiểu bang. Dòng suối theo mùa Beaver Dam Wash là điểm thấp nhất của Utah với độ cao 610 m. Điểm cực bắc của sa mạc Mojave cũng nằm tại vùng này. Vùng tây nam còn bao gồm khu trượt tuyết trên núi cao nhất tiểu bang Brian Head.
Phía đông Utah có địa hình cao gồm nhiều cao nguyên và bồn địa. Kinh tế Utah dựa một phần lớn vào vùng phía đông với các ngành khai mỏ, khai thác dầu mỏ, khí đốt, chăn nuôi và lĩnh vực giải trí. Phần lớn miền đông Utah nằm trong vùng "Uintah and Ouray Indian Reservation", trú khu của người da đỏ. Điểm đến hấp dẫn nhất của miền đông Utah là Khu công viên khủng long gần Vernal.

### Khí hậu

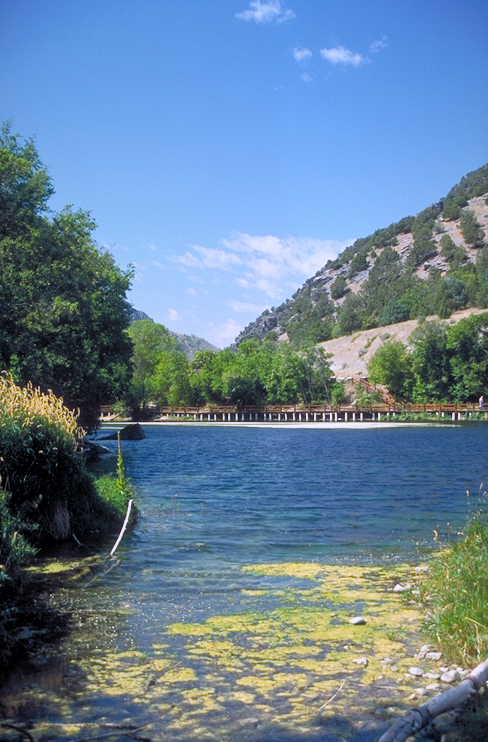
Logan Canyon, miền bắc Utah

Phần lớn diện tích Utah có khí hậu hoang mạc khô cằn. Nguyên nhân là do Utah nằm khuất bóng sườn núi Sierra Nevada ở California và khuất bóng dãy núi Wasatch ở phía đông khiến các luồng không khí ẩm khó có thể tiếp cận nội địa. Lượng mưa chính của Utah bắt nguồn từ các cơn bão Thái Bình Dương diễn ra diễn ra từ giữa tháng 10 đến tháng 4 năm sau, còn ở miền bắc Utah thì mùa mưa kéo dài hơn đôi chút. Vào mùa hè, miền đông và miền nam nằm trong tầm ảnh hưởng của gió mùa từ vịnh California thổi vào. Hầu hết các vùng đất thấp của Utah nhận được ít hơn 12 inch (300 mm) mưa mỗi năm. Khu vực đông dân cư Wasatch Front nhận được khoảng 15 inch (380 mm) còn tại vùng sa mạc Great Salt Lake, lượng mưa chỉ là 5 inch (125 mm). Tuyết rơi ở hầu khắp các vùng của tiểu bang trừ miền nam. Nếu thành phố St. George chỉ nhận được khoảng 3 inch (7,5 cm) tuyết mỗi năm thì tại thành phố Salt Lake, lượng mưa tuyết là 60 inch (150 mm) do chịu ảnh hưởng mạnh từ hồ Great Salt. Một số vùng thuộc dãy núi Wasatch Range nhận được lượng tuyết tới 500 inch (1270 mm) mỗi năm với đặc điểm tuyết khô, xốp, thích hợp với các môn thể thao mùa đông. Do đó, Utah đã phát triển mạnh các khu trượt tuyết và có câu khẩu hiệu "the Greatest Snow on Earth". Vào mùa đông, sương mù diễn ra dày đặc hàng tuần tại những vùng lòng chảo và thung lũng của Utah.
Nhiệt độ của Utah tương đối khắc nghiệt, với mùa đông rất lạnh và mùa hè rất nóng (ngoại trừ vùng núi cao). Nhiệt độ trung bình tháng 1 dao động từ 30 °F (-1 °C) ở những thung lũng phía bắc đến 30F (13C) ở St. George. Nhiều nơi ở tiểu bang nhiệt độ xuống dưới 0 °F (-18 °C) hàng năm. Vào tháng 7 nhiệt độ trung bình dao động từ 85 °F (29 °C) đến 100 °F (38 °C). Tuy nhiên độ ẩm thấp và địa hình cao của Utah đã dẫn đến sự chênh lệch nhiệt độ lớn, khiến cho ban đêm trời cũng khá lạnh. Nhiệt độ cao nhất ghi tại Utah là 118F (47C) tại St. George vào ngày 4 tháng 7 năm 2007, còn nhiệt độ thấp nhất ghi được là -69 °F (-56 °C) tại Peter's Sink, miền bắc Utah vào ngày 1 tháng 2 năm 1985.
Utah, cũng như hầu hết các bang miền tây nước Mỹ có ít ngày trời mưa bão. Mỗi năm tại Utah có ít hơn 40 ngày trời mưa nhưng các trận mưa thường diễn ra tương đối bất ngờ, kéo dài từ giữa tháng 7 đến giữa tháng 9, chủ yếu tại miền đông và miền nam Utah. Cháy rừng xảy ra vào thời gian hè khô nóng còn các trận mưa dễ gây ra lũ quét, đặc biệt tại vùng miền nam có địa hình hiểm trở. Lốc xoáy không diễn ra thường xuyên tại Utah, trung bình khoảng 2 cơn một năm và ít khi vượt quá cấp F1. Tuy nhiên vào ngày 11 tháng 8 năm 1999, một cơn lốc xoáy cấp F2 đã tấn công thành phố Salt Lake, khiến 1 người chết và gây thiệt hại 170 triệu USD.

## Nhân khẩu
Theo thống kê năm 2007, dân số của Utah là 2.645.300 người, tăng 65.000 ngưới so với năm trước. 88% dân số của tiểu bang sinh sống tại Wasatch Front, một chuỗi đô thị kéo dài theo chiều bắc nam dọc theo dãy núi Wasatch. Những vùng còn lại của tiểu bang rất thưa dân, nhiều nơi không có người ở. Utah là một trong tiểu bang có mật độ dân số thấp nhất Hoa Kỳ, chỉ khoảng 11 ngưới/km².
Người da trắng là sắc dân chủ yếu tại Utah, chiếm khoảng 95% dân số. Người da trắng tại Utah chủ yếu có gốc từ các nước Tây Âu và Bắc Âu như Anh, Đức, Ireland, Scotland, Thụy Điển, Đan Mạch... Chủ yếu họ là con cháu của những người Mormon đầu tiên di cư đến Utah dưới sự chỉ đạo của Brigham Young, số còn lại là những người nhập cư vào Utah sau này. Thời gian trở lại đây, người da trắng gốc latinh (còn gọi là người Hispanic) có nguồn gốc từ châu Mỹ latinh và các bang miền nam cũng nhập cư nhiều vào Utah, nâng tỉ lệ người latinh tại Utah lên 11%.

### Chủng tộc
Phân bố chủng tộc tại Utah năm 2005:
- Người da trắng: 95,01%
- Người da đen: 1,32%
- Người da đỏ: 1,69%
- Người gốc Á: 2,40%
- Người các đảo Thái Bình Dương: 0,95%
- Người hispanic thuộc mọi sắc tộc trên: 11,03%

### Tôn giáo

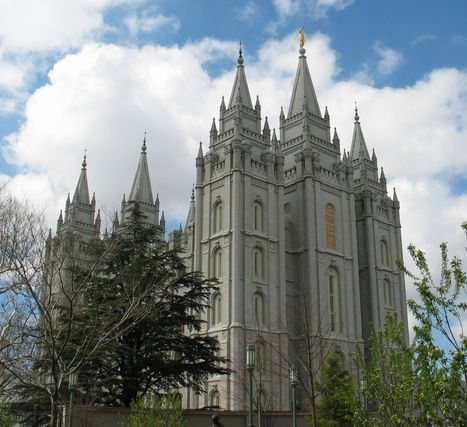
Đền thờ Salt Lake thuộc Giáo hội các Thánh hữu ngày sau của Chúa Giê Su Ky Tô

Khoảng 61% người dân Utah là thành viên của Giáo hội Các Thánh hữu Ngày sau của Chúa Giêsu Kitô (còn được gọi là đạo Mặc Môn). Trụ sở chính của giáo hội này được đặt tại thành phố Salt Lake. Ngay từ buổi ban đầu, các giáo dân Mặc Môn đã có những cống hiến quan trọng cho tiểu bang Utah. Vì muốn tránh khỏi sự thù địch và cưỡng bách từ những người dân thuộc tôn giáo khác, các giáo dân Mặc Môn đã đến vùng đất hẻo lánh và cằn cỗi này để sinh sống. Ngày nay, những điều giảng dạy của Giáo hội các Thánh hữu ngày sau của Chúa Giê Su Ky Tô vẫn là một ảnh hưởng vô cùng quan trọng đối với đời sống thường nhật của đại đa số người dân tiểu bang Utah. Các tín đồ của tôn giáo này chọn việc không uống rượu, cà phê hoặc sử dụng các chất kích thích nên đã tác động tích cực đến chất lượng cuộc sống tại tiểu bang này: tỉ lệ phạm tội ở Utah rất thấp, trong khi tuổi thọ của người dân Utah thuộc vào hàng cao nhất nước Mỹ. Đặc biệt do chính sách khuyến khích thanh niên lập gia đình sớm của đẻ nhiều con, tỉ lệ sinh sản ở Utah cao nhất nước Mỹ, với 25 đứa trẻ/1000 dân, cao hơn 25% so với trung bình của liên bang. Cử tri Utah thường có truyền thống ủng hộ Đảng Cộng hòa.

## Kinh tế

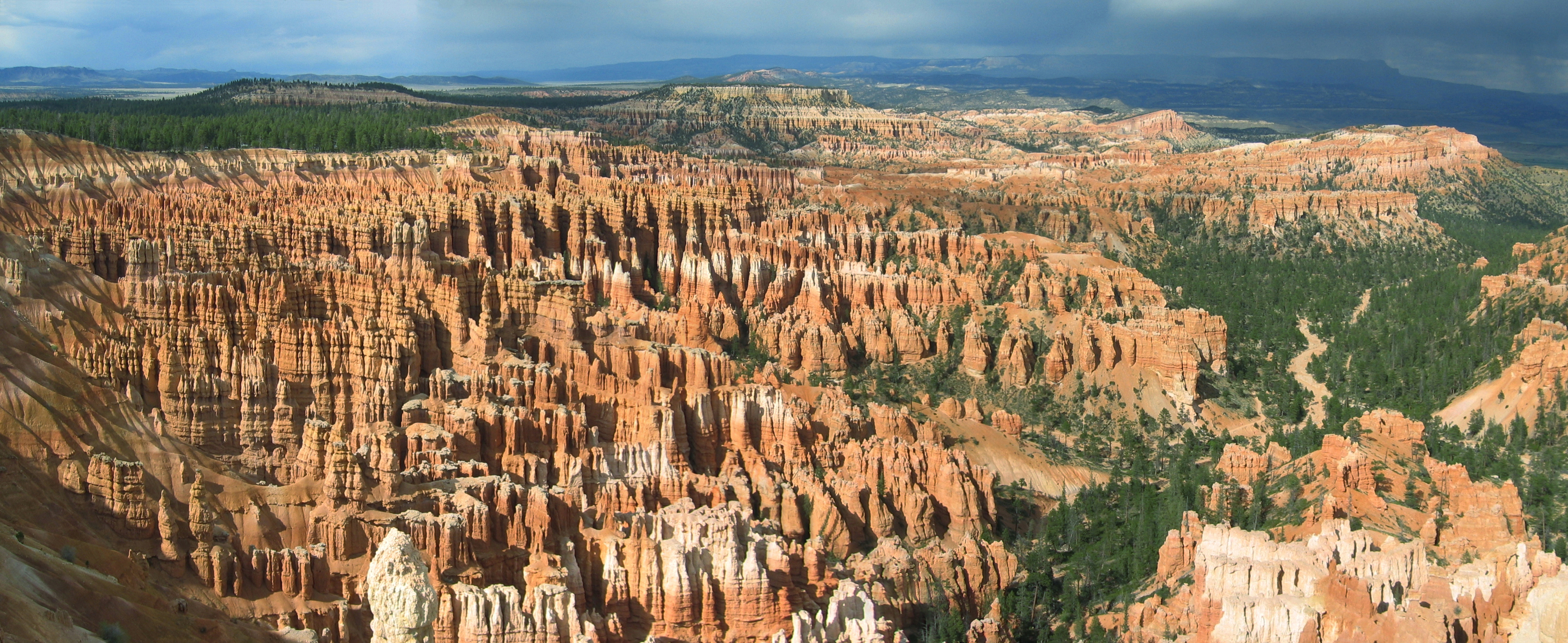
Công viên quốc gia Bryce Canyon

Năm 2006, tổng sản phẩm quốc nội của Utah đạt 97,7 tỉ USD (Xem Danh sách tiểu bang Hoa Kỳ theo GDP), đứng hàng 33 trong liên bang. Thu nhập bình quân đầu người tại Utah là 32.357 USD, đứng hàng thứ 40/51 nước Mỹ. Những ngành kinh tế chính tại Utah là khai mỏ, chăn nuôi gia súc, sản xuất muối, công nghiệp quốc phòng và du lịch.
Ở miền đông Utah, khai thác dầu là một trong những ngành công nghiệp chính. Khai thác than ở miền trung Utah cũng đóng góp một phần quan trọng vào ngành công nghiệp này. Công nghiệp khai mỏ phát triển tại Utah từ cuối thế kỉ 19 và thu hút rất nhiều nhân công đến đây làm việc. Ngoài các nguồn khoáng sản năng lượng như dầu mỏ, khí đốt và than đá, Utah còn có một trữ lượng lớn các kim loại đồng, vàng, bạc, kẽm, chì, uranium...
Ngày nay, hoạt động du lịch đang trở thành một ngành công nghiệp mũi nhọn của Utah. Miền nam Utah có 5 công viên quốc gia lớn là Arches, Bryce Canyon, Canyonlands, Capitol Reef và Zion với phong cảnh thiên nhiên hùng vĩ. Tiểu bang này cũng nổi tiếng với nhiều khu trượt tuyết chất lượng cao với loại tuyết dày và xốp, rất thích hợp cho các môn thể thao mùa đông. Thành phố Salt Lake là chủ nhà của Thế vận hội Mùa đông 2002.
Những khung cảnh kỳ thú như Monument Valley ở Utah được sử dụng làm bối cảnh cho nhiều bộ phim cao bồi miền tây. Utah cũng là nơi bấm máy của nhiều bộ phim nổi tiếng như Broken Arrow, Indiana Jones and The Last Crusade, loạt phim High School Musical.

## Hình ảnh về Utah

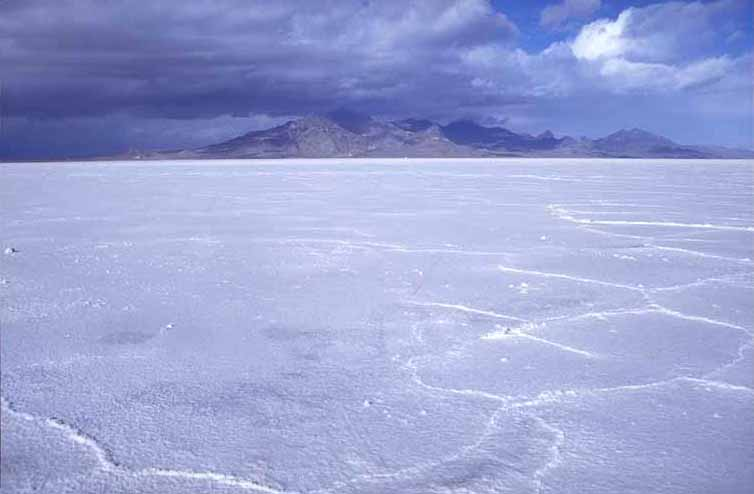
Đồng bằng muối Bonneville
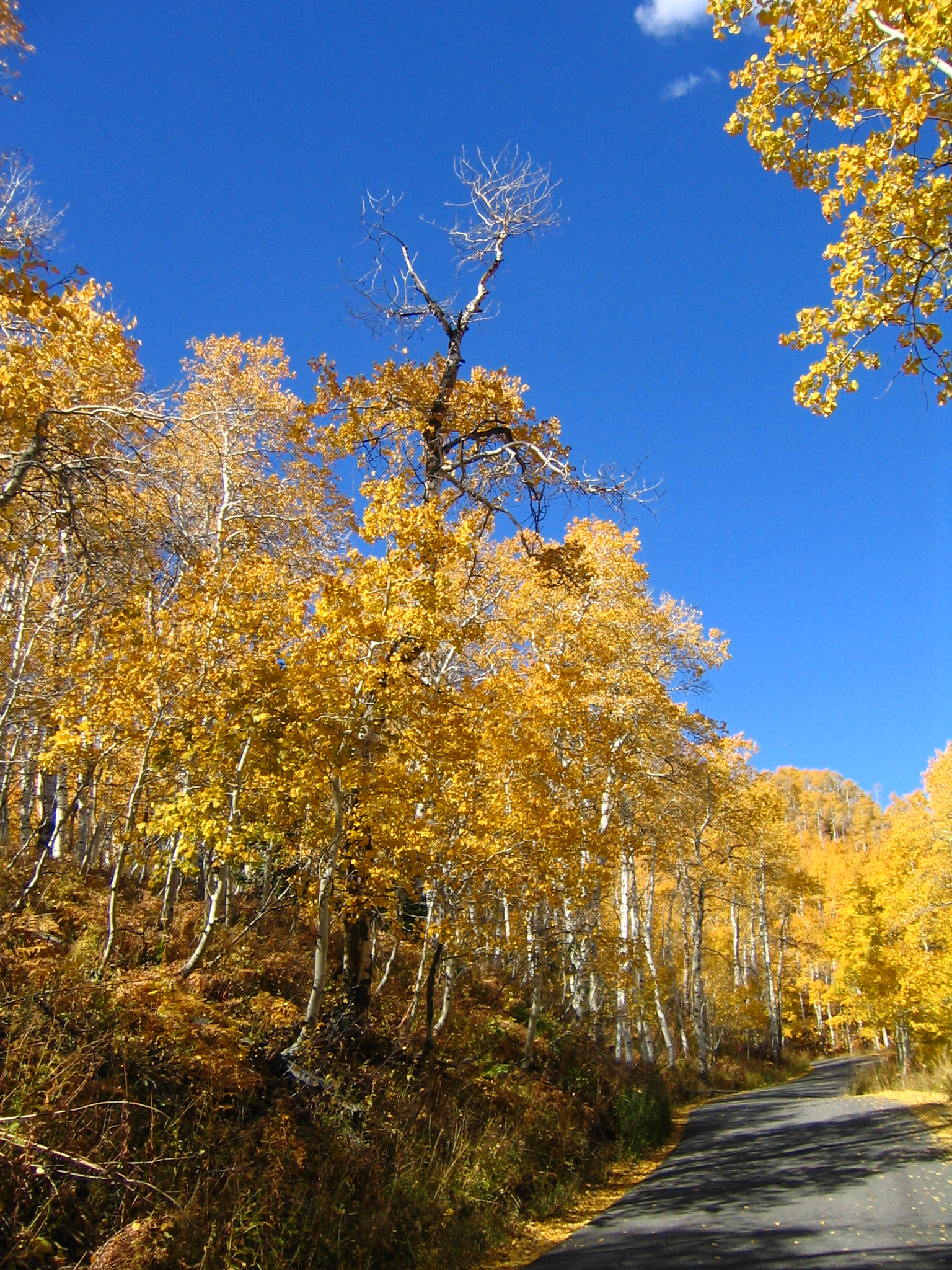
Rừng núi Utah về mùa thu
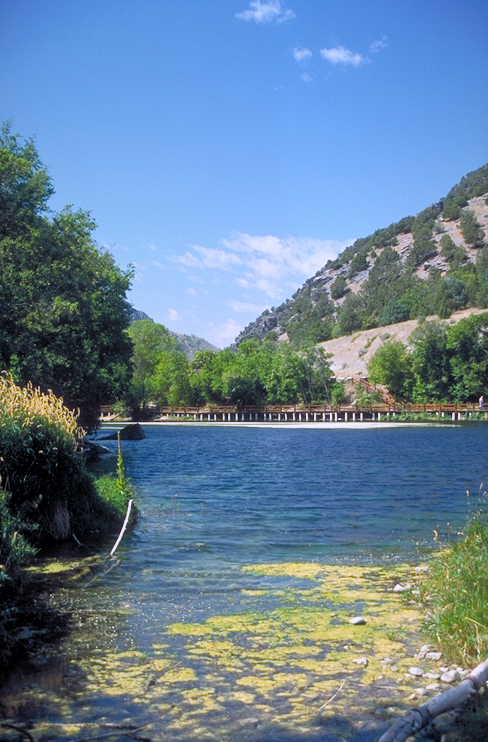
Một đập nước ở Utah
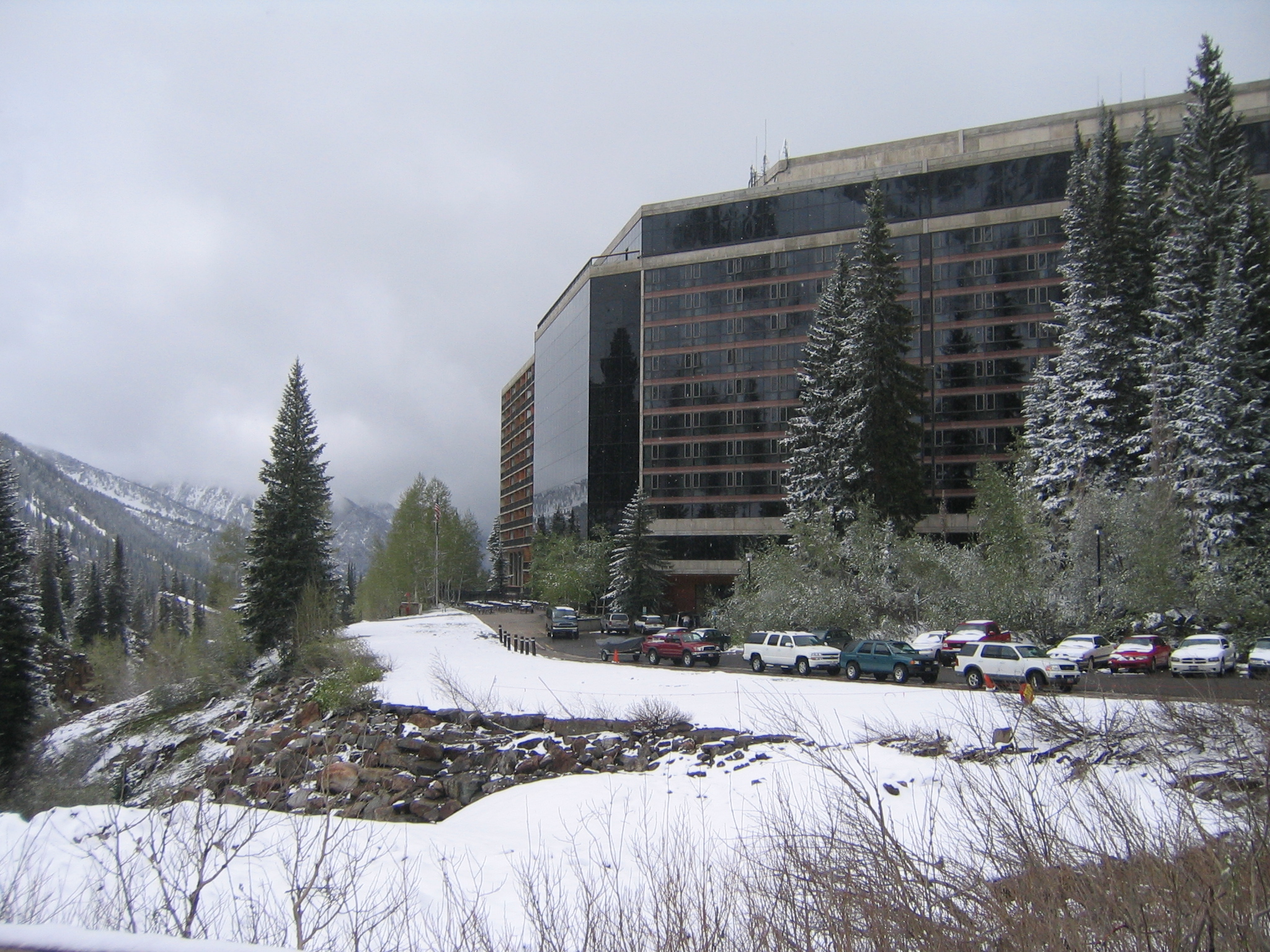
Một khu trượt tuyết tại Utah
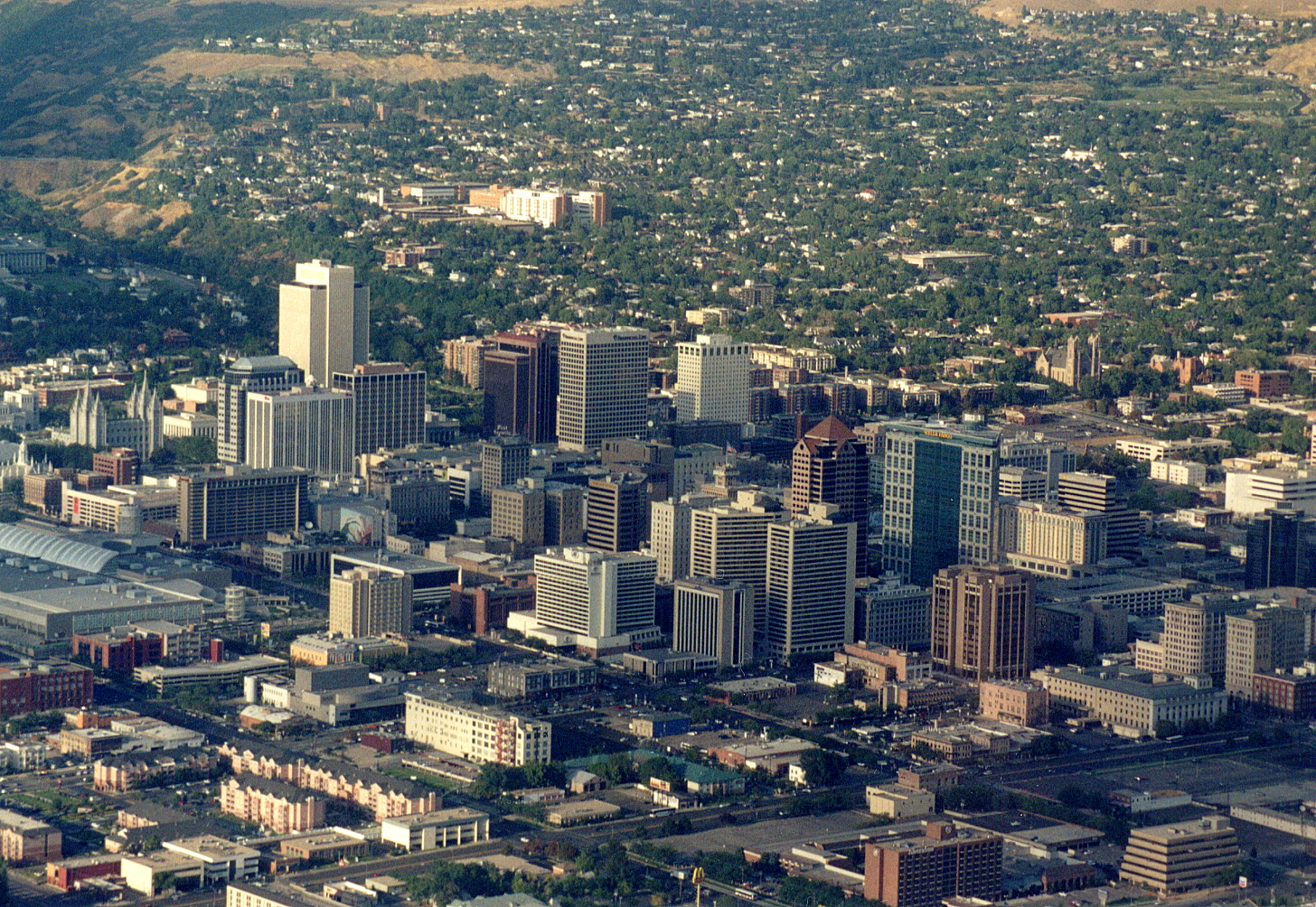
Quang cảnh thành phố Salt Lake
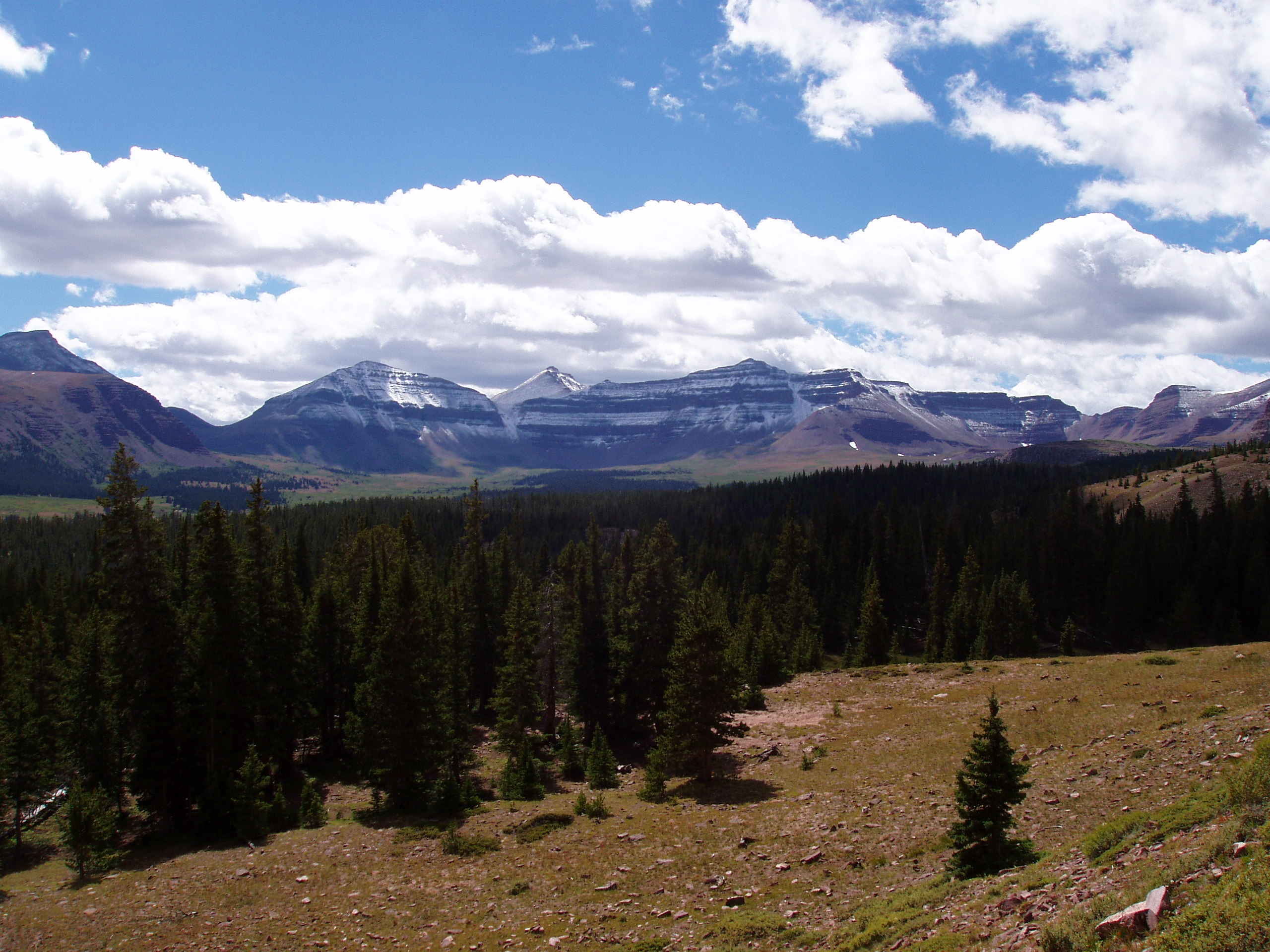
Kings Peak, ngọn núi cao nhất Utah